# (414026) Bochonko
(414026) Bochonko est un astéroïde de la ceinture principale.

## Description
(414026) Bochonko est un astéroïde de la ceinture principale. Il fut découvert le 11 juin 2007 à Mauna Kea par David D. Balam. Il présente une orbite caractérisée par un demi-grand axe de 2,23 UA, une excentricité de 0,21 et une inclinaison de 7,1° par rapport à l'écliptique.

## Compléments